# MGM-31 Pershing

56th FAC VS

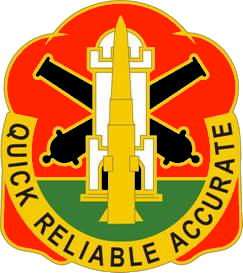
56th FAC Duitsland

De Martin Mariëtta MGM-31 Pershing was een ballistische tweetraps-grond-grondraket voor de middellange afstand. Deze raket maakte dertig jaar lang deel uit van de hoofdbewapening van de Amerikaanse landmacht (de US Army) en ontleende zijn naam aan die van een Amerikaanse generaal uit de Eerste Wereldoorlog John J. Pershing. Het Pershing-raketsysteem werd wereldwijd geleid door het US Army Missile Command (MICOM) en ingezet door eenheden van het US Army Field Artillery Corps (FAC).

## Typen
De MGM-31 Pershing is uitgebracht in de versies
- Pershing I, deze was operationeel van 1960-1986
- Pershing IA, operationeel van 1969-1986
- Pershing II, operationeel van 1983-1991

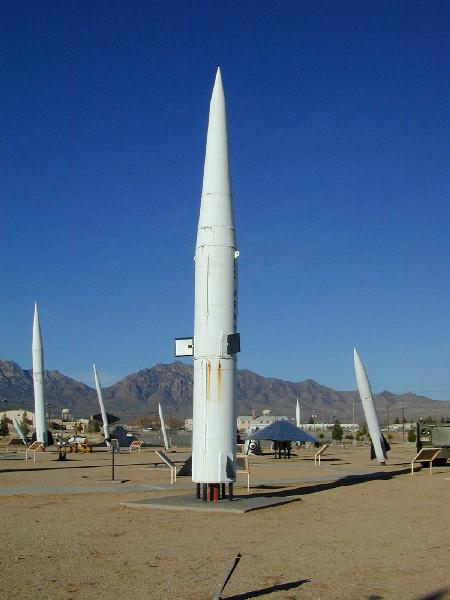
Pershing I

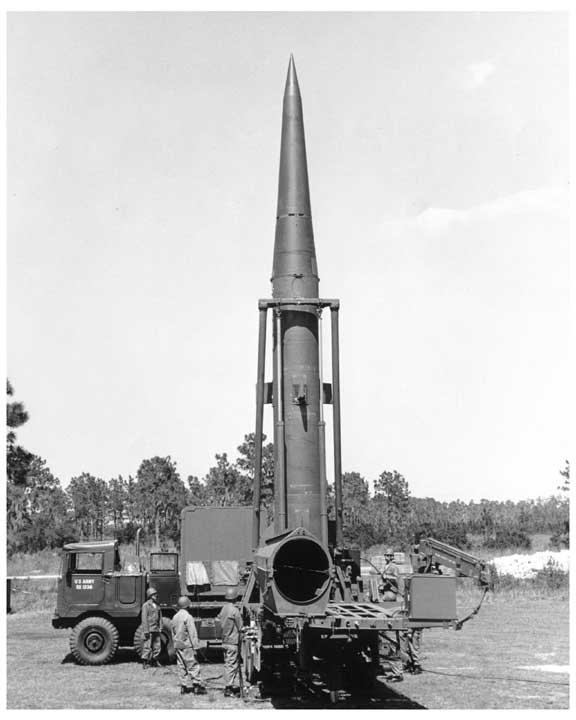
Pershing IA op de TEL

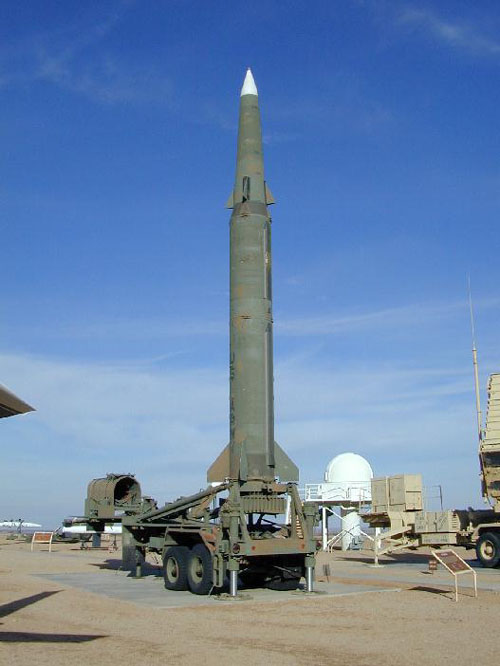
Pershing II op de TEL

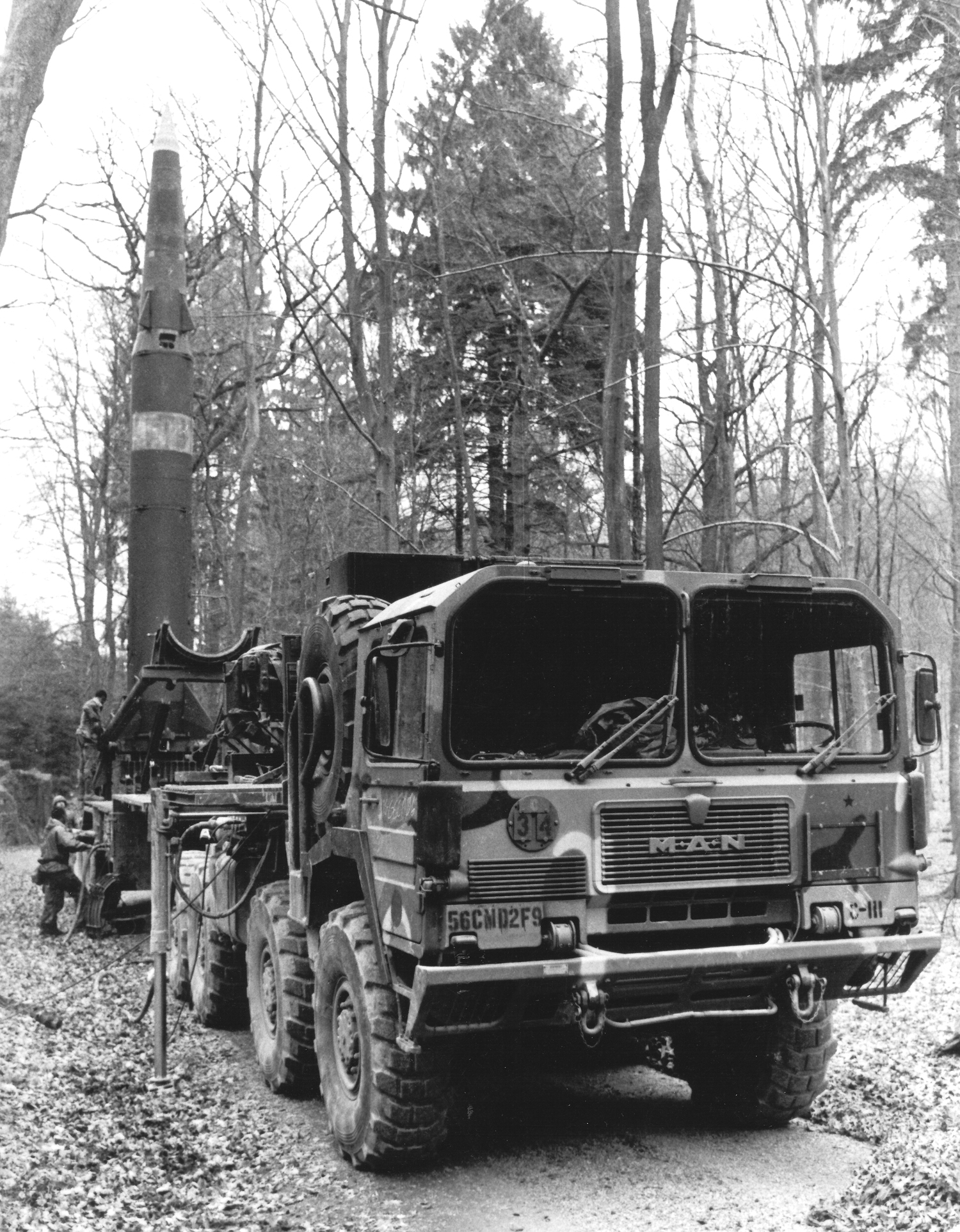
Pershing II op MAN-transporter in Duitsland

|                 | MGM-31 Pershing I                 | Pershing IA                           | Pershing II                                                |
| --------------- | --------------------------------- | ------------------------------------- | ---------------------------------------------------------- |
| Type            | Tactisch, grond-grond             |                                       |                                                            |
| In gebruik      | US Army, Luftwaffe                | US Army, Luftwaffe                    | US Army                                                    |
| Operationeel    | 1960-1986                         | 1969-1989                             | 1983-1991                                                  |
| Lengte          | 10,50 m                           | 10,50 m                               | 10,60 m                                                    |
| Bereik          | 750 km                            | 750 km                                | 1770 km                                                    |
| Diameter        | 1,02 m                            |                                       |                                                            |
| Gewicht         | 4700 kg                           | 4750 kg                               | 7490 kg                                                    |
| Geleverd        | launcher 24st, raket 340st        | launcher 80st, raket 414st            | launcher 108st, raket 276st                                |
| Snelheid        | mach 5                            | mach 8                                | mach 8                                                     |
| Lanceerplatform | M474 TEL                          | M474 TEL                              | M983 HEMMT (US Army), MAN M1001 (Luftwaffe)                |
| Geleiding       | Eclipse Pioneer 120               | EP 120                                | Singer traagheidsnavigatie en Goodyear Aero radarnavigatie |
| Accuratesse     |                                   | Circular Error Probable (CEP) 400 m   |                                                            |
| Voortstuwing    | 2 traps Thiokol, vaste brandstof  | 2 traps Thiokol, vaste brandstof      | 2 traps Hercules, vaste brandstof                          |
| Lading          | W-50 nucleair, 60-400 Kiloton TNT | W-50 nucleair, 60-200-400 Kiloton TNT | W-85 nucleair, 5-80 Kiloton TNT                            |

## Ontwikkeling Pershing 1
De eerste testraket, aangeduid als XM14, werd in februari 1960 gelanceerd; de eerste tweetrapslancering vanaf de tactische Transporter Erector Launcer (TEL) gebeurde in januari 1962. Voor trainingsdoeleinden beschikte men over het opengewerkte model de XM19. In juni 1963 werden deze aanduidingen veranderd in XMGM-31A en XMTM-31B en de definitieve productieversie werd de MGM-31.

### Operationele inzet
De Pershing I werd voor het eerst getoond in mei 1960 op de legerplaats Fort Benning en de eerste Amerikaanse operationele tactische eenheid werd het 2nd Missile Battalion, 44th Field Artillery uit Fort Sill.
De 56th Field Artillery Group werd in Heilbronn (Duitsland) opgericht en moest de moedereenheid worden voor drie andere nog op te richten bataljons.
Het 4th Missile Battalion, 41st Field Artillery werd in 1963 opgericht in het Duitse Schwäbisch Gmünd, gevolgd door het 1st Missile Battalion, 81st Field Artillery in Neu-Ulm.
In 1964 werd het systeem aangewezen voor de nucleaire Quick Reaction Alert (QRA)-rol, nadat onderzoek had uitgewezen dat dit system voor de tegenaanval na een eventuele Sovjet verrassingsaanval veel sneller inzetbaar was dan vliegtuigen. De Duitse luchtmacht, de Luftwaffe begon hierop aan een eigen trainingsprogramma in Fort Sill.
Het 2nd Missile Battalion, 79th Field Artillery werd geformeerd voor een inzet in Zuid-Korea maar werd weer opgeheven voordat de uitrusting was verstrekt.
In 1965 werden drie US Army-bataljons en twee Luftwaffe-wings op de volgende locaties operationeel in Duitsland. Zowel de Amerikaanse eenheden als de beide Duitse wings waren uitgerust met atoomkoppen.
|                                            | 41 Field Artillery | 81 Field Artillery | 84 Field Artillery |
| ------------------------------------------ | ------------------ | ------------------ | ------------------ |
| Type                                       | Pershing II        | Pershing II        | Pershing II        |
| Gebruiker                                  | US Army            | US Army            | US Army            |
| Operationeel                               | 1985-1991          | 1986-1992          | 1986-1992          |
| Hoofdkwartier en Special Ammo Storage      | Schwäbisch Gmünd   | Neu-Ulm            | Neckarsulm         |
| Quick Reaction Alert / Combat Alert Status | Inneringen         | Oberroth           | Heilbronn          |
| Lanceerplatform                            | M474 TEL           | M474 TEL           | M474 TEL           |

|                                            | Flugkörpergeschwader 1 (FKG 1) | FKG 2         |
| ------------------------------------------ | ------------------------------ | ------------- |
| Type                                       | Pershing 1                     | Pershing 1A   |
| Gebruiker                                  | Luftwaffe                      | Luftwaffe     |
| Operationeel                               | 1963-1992                      | 1965-1992     |
| Hoofdkwartier en Special Ammo Storage      | Landsberg                      | Geilenkirchen |
| Quick Reaction Alert / Combat Alert Status | Klosterlechfeld, Görisried     | Arsbeck       |
| Lanceerplatform                            | MAN M1001                      | MAN M1001     |

## Het Pershing-systeem
Een compleet Pershing-systeem bestond uit:

### De raket
Deze werd aangedreven door twee Thiokol-vastebrandstofmotoren. Eenmaal gestart kon zo een motor niet meer worden afgezet, dus voorzag men de raket van een computersysteem dat de stuwkracht reguleerde.
Vlak voordat een trap was uitgebrand, werd deze automatisch afgestoten en de tweede trap ontstoken. Het bereik was hierdoor beperkt tot 750 km. De raket werd bestuurd met zijwaartse straalroeren in de uitlaten en met kleine vleugeltjes op het airframe. De geleiding liep via een analoge computer en het Eclipse-Pioneer ST-120 (Stable Table-120)-traagheidsnavigatiesysteem. De lading bestond uit een W-50-atoombom van 60 of 400 kiloton TNT.

### De gronduitrusting
Een Pershing 1-eenheid beschikte over de volgende gronduitrusting:
- 4 M747 Transport Erector Launcher (TEL)-rupsvoertuigen. Deze vervoerden een raket bestaande uit de twee trappen en de besturingssectie en leverden ook een lanceerplatform als de lading was aangebracht. De TEL werd ontworpen door de firma Diamond Match en vervaardigd door FMC Corporation. Het transportvoertuig voor de lading vervoerde de kernkop en de doelbepaler, en de aanstuur- en programmeereenheid en de testapparatuur stonden op andere voertuigen.
- Het programmeerteststation (PTS) voerde snelle systeemtests uit en een complete aftelcyclus. Hierbij werd de computer totaal gereset, gecontroleerd, een zelftest uitgevoerd en storing gelokaliseerd. Tevens voerde het een complete gesimuleerde lancering en vlucht uit voordat daadwerkelijk werd gelanceerd. Plug-inmodulen en de onderhoudsvriendelijkheid stelden de PTS-operator in staat om 80% van alle eventuele storingen vanuit de lanceerpositie op te heffen.
- De door een turbine aangedreven generator leverde alle elektrische en pneumatische kracht die voor een lancering nodig was.
- De AN/TRC-80 Radio Terminal Set werd speciaal voor het Pershingsysteem door Collins Radio Company geleverd. De "Track 80" gebruikte een uitklapbare satellietschotel voor de radio- en dataverbindingen binnen zichtlijn, en de langeafstandscommunicatie verliep via tropo-scatter. Hierdoor waren verbindingen tussen de lanceereenheden en het hoofdkwartier altijd gegarandeerd.

Het gehele systeem (TEL, PTS, PS en RTS) kon van de voertuigen worden afgehaald en middels 14 ladingen per CH-47 Chinook-helikopter door de lucht worden vervoerd.
Een lanceereenheid moest altijd op een vooraf bepaalde plek eerst "ingemeten" worden. Dit verliep met drie theodolieten. Een operator richtte de theodoliet op een venster in de geleidingseenheid van de raket; middels een controle-eenheid werd het ST-120-traagheidsnavigatiesysteem gedraaid en afgestemd op het noorden. De raket wist op dat moment waar het noorden was en stemde zijn navigatie tijdens de vlucht hierop af.

## Ontwikkeling Pershing 1A
Alvorens de Pershing 1 geschikt bleek te zijn voor de nucleaire QRA-rol, werd in 1964 met een serie tests de betrouwbaarheid van het systeem onderzocht. Hierbij bleek dat e.e.a. aangepast diende te worden. Deze verbeteringen leidden tot het ontwerp van de Pershing 1A, dat in 1965 werd goedgekeurd. Martin Marietta verkreeg het productiecontract in 1967 en in 1969 kreeg het 2nd Battalion, 44th Field Artillery zijn eerste uitrusting in Fort Sill. De totale Pershinguitrusting in Duitsland werd in 1970 vervangen en de eerste eenheden opereerden meteen op QRA-status.
Het geschikt maken van de Pershing 1A voor de quick-reaction-alertmissie betekende dat het was voorzien van snellere voertuigen, dat het een veel snellere lanceertijd had en uitgerust was met nieuwe elektronica. Het aantal afvuureenheden (launchers) ging van 8 naar 36 per bataljon. Pershing 1A werd vanaf mei 1969 ingevoerd en in 1970 waren alle Pershing 1-systemen op de 1A-standaard gebracht.
De productie van de Pershing 1A stopte in 1975, maar in 1977 werd opnieuw een aantal gebouwd om afgeschreven trainingsexemplaren te vervangen.
In 1974 werd het Pershing 1A-systeem zodanig verbeterd dat een eenheid in kort bestek drie raketten achter elkaar kon afschieten. Er werden in totaal 754 Pershing I- en Pershing IA-raketten geleverd, waarvan er 180 in Europa werden ingezet.

### Operationele inzet
Bij het op de 1A-standaard brengen van de Europese bataljons werden deze gereorganiseerd. Ze kregen elk een eigen infanterie beveiligingsbataljon toegewezen. Hiermee werd extra bewakingscapaciteit voor het gehele systeem maar vooral voor de nucleaire Special Ammo Storages (SAS) gecreëerd.
De 56th Artillery Group werd gereorganiseerd en hernoemd in 56th Field Artillery Brigade. Vanwege de nucleaire aard van het wapensysteem werden de leidinggevende posities verhoogd. Een batterij werd niet meer door een kapitein maar door een majoor geleid. Bataljons werden in het vervolg geleid door een kolonel en de leiding van de brigade was in handen van een generaal.
De Pershing 1A was in Europa operationeel bij drie Amerikaanse bataljons en twee Duitse Luftwaffe-wings. Elk van deze was uitgerust met 36 mobiele launchers. In vredestijd was slechts een deel van de Pershing 1A-eenheden QRA-operationeel. De rest was bezig met onderhoud en training of stand-by.
De mobiliteit van het systeem maakte het mogelijk om in crisis of oorlogstijd vanaf bijna iedere mogelijke plaats binnen een afstand van 100 km achter het front te opereren. Hierdoor was het meteen een van de wapensystemen met de hoogste overlevingskans op het slagveld.
De primaire missie bestond uit twee delen: vredestijd en verhoogde paraatheid. Hierbij werden diverse technieken toegepast. De QRA-rol in vredestijd beperkte zich tot het verblijf op een permanente uitvalsbasis met bunkers als schuilplaatsen. Van iedere eenheid was vanuit deze permanente uitvalsbasis minstens één batterij op combat alert status (CAS) en konden voorgeprogrammeerde doelen worden beschoten.
In vredestijd roteerden de vier batterijen van elk bataljon/wing volgens een oefenprogramma waarin de paraatheidsgraad steeds werd verhoogd. In de laatste fase stond een batterij dan een maand op CAS. Door dit programma werd de operationele druk steeds naar een andere batterij verlegd en bleef de vereiste training van iedereen op zeer hoog niveau.
Afhankelijk van de mate van verhoogde paraatheid werd een deel van de eenheid, of eventueel alle batterijen, op locaties in het veld ondergebracht. Van hieruit konden alle doelen worden beschoten. Tijdens de overgang van vredestijd naar combat readyness, werd de dekking van de belangrijkste doelen verzorgd door de eenheden die met CAS in vredestijd waren belast.
Wanneer de batterijen eenmaal in het veld lagen, volgde indeling in lanceerpelotons; deze werden geografisch afzonderlijk van elkaar willekeurig in het gebied gestationeerd om de kwetsbaarheid te verminderen. De pelotons mochten als dit nodig was ook zelf nieuwe posities innemen om hun overlevingskans te vergroten.
De Transporter Erector Launcher (TEL) was een aangepaste dieplader die getrokken werd door een Ford M757-tractor van 5 ton. Voor de oprichtsectie maakte men gebruik van een hydraulisch en pneumatisch systeem dat een druk van meer dan 3000 psi kon genereren. Hiermee werd de 5 ton wegende raket in 9 seconden overeind gezet.
De PTS en PS stonden op een Ford M656-truck. De lancering werd geactiveerd met lanceerconsole die vanuit de Battery Control Central (BCC) of via een kabel uit het bos kon worden bediend. Eén PTS controleerde drie launchers. Als een raket gelanceerd was, werden tien dikke kabels op de volgende launcher overgezet.
In 1974 werd een herontwerp van de raket en zijn aandrijving voltooid om diverse componenten in de raket beter bereikbaar te maken. Ook werd het wapen hiermee nog onderhoudsvriendelijker en betrouwbaarder.
Een nieuwe digitale geleiding en controlecomputer combineerde de functies van de oude analoge computer en de analoge geleidingscomputer in één geheel. Het totale correctieve onderhoud werd hierdoor van 8,7 naar 3,8 uur per week verminderd. De betrouwbaarheid werd een stuk verbeterd en in 1976 werden de sequential launch adapter (SLA) en het automatic reference system (ARS) ingevoerd. SLA was een automatische schakeleenheid op een tientonstrailer waarmee het PTS aan alle drie de launchers verbonden bleef. Hierdoor stonden ze alle drie op scherp en verminderde dit de lanceertijd. ARS maakte de tot dan toe gebruikte theodoliet-inleesmetingen overbodig. Dit systeem bevatte een gyroscoop die automatisch altijd het noorden zocht en een laserlink naar de ST-120 in de raket. Als ARS ingeschakeld werd, was een raket binnen 1 minuut ingelezen.

## Ontwikkeling Pershing II
In 1973 zocht men naar een opvolger voor het systeem omdat de atoomkop van 400 kiloton te krachtig was voor een QRA-missie. Een kleinere atoomkop vereiste wel veel meer nauwkeurigheid.
In 1975 ging het contract weer naar Martin Mariëtta en de eerste testlanceringen begonnen in 1977. De nieuwe Pershing II gebruikte de nieuwe W85-kernkop met een variabel in te stellen TNT-equivalent van 5-50 kiloton of kon worden vervangen door een diep indringende W86-kernkop.
De atoomkop zat gemonteerd in een maneuverable reentry vehicle (MARV) met actieve radargeleiding en een eigen aandrijving (de oude Pershing I-raketmotor).
De Sovjet-Unie begon in 1976 als tegenhanger van de Pershing met het inzetten van zijn eigen mobiele RT-21M "Pioneer"-systeem, in het Westen bekend als SS-20. Omdat de SS-20 een bereik van 4300 km had en over twee springkoppen beschikte, wilde men het bereik van de Pershing II naar 1400 km brengen. De capaciteit voor diepe inslag en de W86-atoomkop werden in 1980 daarom geschrapt en alle geproduceerde Pershing II's werden uitgerust met de W85 als springkop.
Door de SALT II-overeenkomst mochten geen andere launchers worden gebouwd. Daarom werden de nieuwe raketten gemonteerd op aangepaste Pershing 1A-launchers. Als trekker fungeerde de M983 HEMTT voor US Army-eenheden en de MAN-tractor voor Duitse eenheden. De tractors hadden een kraan die voor de raketassemblage werd gebruikt en een generator die de stroom voor de launcher en raket leverde. Omdat het nieuwe geleidingssysteem zichzelf uitrichtte, kon de launcher op elke willekeurige plek worden neergezet en binnen enkele minuten worden gebruikt.
De nieuwe raketmotoren werden door de firma Hercules geleverd. Om het gewicht zo laag mogelijk te houden, werden alle tanks van Kevlar gemaakt en de bevestigingsringen van aluminium.
De Guidance & Control Computer (G&CC) had een reserve-traagheidsnavigatiesysteem. Hiermee kon de raket in een pure ballistische baan boven het doel worden gebracht. De hoofdgeleiding was echter het Goodyear Aerospace-radargeleidingssysteem. Dit systeem gebruikte radarkaarten van het doelgebied en gaf de raket hiermee een trefzekerheid van binnen de 30 m bij het voorgeprogrammeerde doel.
Er werden 380 Pershing II-raketten geleverd. Deze werden vanaf 1984 bij de Amerikaanse eenheden in voormalig West-Duitsland geplaatst. De Europese inzet was met totaal 108 launchers eind 1985 gereed.

## Ongelukken
Een plaatsing bij een Pershing-eenheid betekende geen ongevaarlijk werk.
- Op 24 februari 1981 explodeerde in een konvooi bij het dorp Sechselberg een Pershing I-raket. Motorpech leidde tot een voertuigbrand die niet te blussen bleek. Toen het vuur de raket bereikte, explodeerde die; er vielen geen doden of gewonden bij.
- Op 2 november 1982 raakte een uit twaalf voertuigen en drie rakettransporteurs bestaand Amerikaans konvooi 's nachts de weg kwijt. In het dorp Walprechtsweier ramde de chauffeur van een transporteur meerdere geparkeerde voertuigen en huizen. Ook verpletterde hij een tegemoetkomende auto waarbij de chauffeur omkwam. Vier andere voertuigen uit het konvooi raakten beschadigd. In verband met explosiegevaar van de nucleaire koppen die op de raketten waren geplaatst, werd dezelfde nacht het gehele dorp met 1200 inwoners ontruimd. Pas na berging van de beschadigde voertuigen konden de bewoners terugkeren.
- Op 11 januari 1985 wilden Amerikaanse militairen in Fort Redleg een zojuist aangekomen Pershing II uit zijn container halen. Rond 14:00 ontbrandde spontaan een raketmotor en het hele geval explodeerde. Drie militairen kwamen erbij om en zestien raakten er zwaargewond. De commissie van onderzoek kwam na maanden tot de conclusie dat e.e.a. te wijten was aan statische ontlading. Dit was blijkbaar een bekend probleem, want de afkorting HERO (Hazards of Electromagnetic Radiation to Ordnance) werd hiervoor al geruime tijd gebruikt.
- Op juli 1986 ten slotte sloeg een hijskraan op de Duitse QRA-stelling Görisried per ongeluk de atoomkop van een zich volledig in QRA-status bevindende Pershing 1A-raket af. De atoomkop viel circa 25 m omlaag op een platform en raakte licht beschadigd; hij explodeerde niet.

In 1982 werd het 55th Maintenance Battalion geactiveerd als onderdeel van de 56th Field Artillery Brigade. De 579th Ordnance Company werd opgeheven en omgevormd tot Headquarters Company en D Company. De drie actieve batterijen in de veldartilleriebataljons werden ontbonden en omgevormd tot vooruitgeschoven technische onderhoudscompagnie in het 55th MB.

## Uitfasering
In januari 1986 startte de grote reorganisatie van alle tactische eenheden in Duitsland.
De 56th Field Artillery Brigade werd hernoemd in 56th Field Artillery Command en kreeg een generaal-majoor als commandant.
1st Batalion, 81st Field Artillery werd opgeheven en omgevormd tot 1st Bat, 9th Field Artillery in Neu-Ulm.
1st Battalion, 41st Field Artillery werd opgeheven en omgevormd tot 2nd Bat, 9th Field Artillery in Schwäbisch Gmünd.
3rd Battalion, 84th Field Artillery werd opgeheven en omgevormd tot 4th Bat, 9th Field Artillery in Heilbronn.
Samen met 3rd Battalion, 9th Field Artillery in Fort Sill stonden alle eenheden onder commando van het 9th Field Artillery Regiment.
Het 55th Maintenance Battalion werd omgevormd tot 55th Support Bat en de 193rd Aviation Company werd opgeheven en omgevormd tot E Company, 55th Maintenance Bat.
Het Pershingsysteem werd afgestoten naar aanleiding van de ratificering van het INF Intermediate-Range Nuclear Forces-verdrag, die in 1988 plaatsvond. De Amerikaanse raketten werden in oktober 1988 teruggetrokken en in 1991 vernietigd door het laten uitbranden van de motor en door het platdrukken van de raket in de shredder bij de Longhorn Army Ammunition Plant bij Caddo Lake (Texas). Hoewel de nucleair bewapende overgebleven Duitse Pershing 1A's niet in het verdrag waren opgenomen, voerde de Luftwaffe hierna ook eenzijdig zijn Pershing 1A-systeem af uit de inventaris.
Het INF-verdrag dekte alleen de vernietiging van de launchers en motoren. De W-85-kernkoppen uit de Pershing II werden aangepast en hergebruikt voor de B61.
In het INF-verdrag werden 15 Pershing II-raketten van vernietiging vrijgesteld om dienst te doen als tentoonstellingsobject. Er staat er een samen met zijn tegenhanger, een Russische SS-20 in het National Air and Space Museum in Washington. Een andere staat samen met een SS-20 in het Russische Legermuseum in Moskou. Diverse lege Pershing I- en 1A-raketten staan in de Verenigde Staten en in Duitsland tentoongesteld.